# International Football Cup 1963/64
De derde editie van de International Football Cup (later de Intertoto Cup) van 1963-64 werd voor de tweede keer op rij gewonnen door RH Slovnaft Bratislava. De club versloeg Polonia Bytom in de finale. Voor dit seizoen werd het toernooi uitgebreid naar 48 deelnemers (de voorgaande twee jaren waren het er 32). Dit betekende dat er vier extra groepen bij kwamen. Ook werd er een extra knock-outronde werd ingevoerd, tussen de groepsfase en de kwartfinale. In deze editie deden er voor het eerst teams mee uit België.

## Groepsfase
De clubs werden verdeeld in twaalf groepen van vier. De groepen waren geografisch ingedeeld: A voor België, Frankrijk, Italië en Zwitserland; B voor Oostenrijk, Nederland, Zweden en West-Duitsland en C voor Tsjechoslowakije, Oost-Duitsland, Polen en Joegoslavië. De winnende teams stroomden door naar de knock-outrondes, waarbij de 'A'-, 'B'- en 'C'-teams apart werden gehouden.

### Groep A1
| Team               | Ptn | Wed | W | G | V | DV | DT | DS |
| ------------------ | --- | --- | - | - | - | -- | -- | -- |
| 1. Standard Luik   | 7   | 6   | 2 | 3 | 1 | 8  | 8  | 0  |
| 2. Fiorentina      | 6   | 6   | 2 | 2 | 2 | 8  | 9  | -1 |
| 3. UA Sedan Torchy | 6   | 6   | 2 | 2 | 2 | 12 | 16 | -4 |
| 4. FC Zürich       | 5   | 6   | 1 | 3 | 2 | 11 | 6  | +5 |

### Groep A2
| Team               | Ptn | Wed | W | G | V | DV | DT | DS  |
| ------------------ | --- | --- | - | - | - | -- | -- | --- |
| 1. Sampdoria       | 9   | 6   | 4 | 1 | 1 | 13 | 3  | +10 |
| 2. Nîmes Olympique | 9   | 6   | 4 | 1 | 1 | 13 | 7  | +6  |
| 3. Royal Antwerp   | 4   | 6   | 2 | 0 | 4 | 9  | 14 | -5  |
| 4. Lausanne Sports | 2   | 6   | 1 | 0 | 5 | 5  | 16 | -11 |

### Groep A3
| Team                   | Ptn | Wed | W | G | V | DV | DT | DS |
| ---------------------- | --- | --- | - | - | - | -- | -- | -- |
| 1. Modena FC           | 8   | 6   | 3 | 2 | 1 | 8  | 6  | +2 |
| 2. KAA Gent            | 7   | 6   | 2 | 3 | 1 | 10 | 9  | +1 |
| 3. Toulouse FC         | 6   | 6   | 3 | 0 | 3 | 14 | 10 | +4 |
| 4. BSC Young Boys Bern | 2   | 6   | 1 | 1 | 4 | 7  | 14 | -7 |

### Groep A4
| Team                    | Ptn | Wed | W | G | V | DV | DT | DS |
| ----------------------- | --- | --- | - | - | - | -- | -- | -- |
| 1. FC Rouen             | 8   | 6   | 4 | 0 | 2 | 18 | 13 | +5 |
| 2. SSC Venezia          | 7   | 6   | 3 | 1 | 2 | 10 | 7  | +3 |
| 3. Lierse SK            | 7   | 6   | 3 | 1 | 2 | 7  | 7  | -1 |
| 4. FC La Chaux-de-Fonds | 2   | 6   | 0 | 2 | 4 | 11 | 18 | -7 |

### Groep B1
| Team              | Ptn | Wed | W | G | V | DV | DT | DS  |
| ----------------- | --- | --- | - | - | - | -- | -- | --- |
| 1. SK Rapid Wien  | 10  | 6   | 5 | 0 | 1 | 17 | 6  | +11 |
| 2. PSV            | 8   | 6   | 4 | 0 | 2 | 11 | 10 | +1  |
| 3. VfR Neumünster | 4   | 6   | 2 | 0 | 4 | 9  | 14 | -5  |
| 4. Djurgårdens IF | 2   | 6   | 1 | 0 | 5 | 6  | 13 | -7  |

### Groep B2
| Team                 | Ptn | Wed | W | G | V | DV | DT | DS  |
| -------------------- | --- | --- | - | - | - | -- | -- | --- |
| 1. FC Bayern München | 10  | 6   | 4 | 2 | 0 | 19 | 9  | +10 |
| 2. First Vienna FC   | 7   | 6   | 3 | 1 | 2 | 14 | 11 | +3  |
| 3. Sparta Rotterdam  | 6   | 6   | 3 | 0 | 3 | 13 | 17 | -4  |
| 4. IFK Göteborg      | 1   | 6   | 0 | 1 | 5 | 10 | 19 | -9  |

### Groep B3
| Team                  | Ptn | Wed | W | G | V | DV | DT | DS  |
| --------------------- | --- | --- | - | - | - | -- | -- | --- |
| 1. Örgryte IS         | 8   | 6   | 3 | 2 | 1 | 14 | 10 | +4  |
| 2. Wiener AC          | 7   | 6   | 3 | 1 | 2 | 7  | 8  | -1  |
| 3. FK Pirmasens       | 6   | 6   | 3 | 0 | 3 | 19 | 11 | +8  |
| 4. Sportclub Enschede | 3   | 6   | 1 | 1 | 4 | 5  | 16 | -11 |

### Groep B4
| Team                    | Ptn | Wed | W | G | V | DV | DT | DS |
| ----------------------- | --- | --- | - | - | - | -- | -- | -- |
| 1. IFK Norrköping       | 9   | 6   | 4 | 1 | 1 | 14 | 9  | +5 |
| 2. AFC Ajax             | 7   | 6   | 3 | 1 | 2 | 17 | 12 | +5 |
| 3. Tasmania 1900 Berlin | 5   | 6   | 1 | 3 | 2 | 11 | 16 | -5 |
| 4. 1. Schwechater SC    | 3   | 6   | 1 | 1 | 4 | 12 | 17 | -5 |

### Groep C1
| Team                      | Ptn | Wed | W | G | V | DV | DT | DS |
| ------------------------- | --- | --- | - | - | - | -- | -- | -- |
| 1. RH Slovnaft Bratislava | 9   | 6   | 4 | 1 | 1 | 12 | 4  | +8 |
| 2. FK Velež Mostar        | 7   | 6   | 3 | 1 | 2 | 9  | 12 | -3 |
| 3. Zagłębie Sosnowiec     | 6   | 6   | 3 | 0 | 3 | 8  | 8  | 0  |
| 4. Motor Jena             | 2   | 6   | 1 | 0 | 5 | 3  | 8  | -5 |

De wedstrijd Sosnowiec vs. Jena werd gestaakt nadat Jena te weinig spelers overhield door blessures en rode kaarten, de stand op dat moment werd de eindstand.

### Groep C2
| Team                    | Ptn | Wed | W | D | L | DV | DT | DS |
| ----------------------- | --- | --- | - | - | - | -- | -- | -- |
| 1. ŠK Slovan Bratislava | 8   | 6   | 3 | 2 | 1 | 12 | 7  | +5 |
| 2. Ruch Chorzów         | 7   | 6   | 3 | 1 | 2 | 12 | 8  | +4 |
| 3. OFK Belgrado         | 6   | 6   | 2 | 2 | 2 | 7  | 12 | -5 |
| 4. Empor Rostock        | 3   | 6   | 0 | 3 | 3 | 5  | 9  | -4 |

### Groep C3
| Team                   | Ptn | Wed | W | G | V | DV | DT | DS |
| ---------------------- | --- | --- | - | - | - | -- | -- | -- |
| 1. Polonia Bytom       | 7   | 6   | 2 | 3 | 1 | 17 | 10 | +7 |
| 2. Rode Ster Belgrado  | 7   | 6   | 3 | 1 | 2 | 15 | 15 | 0  |
| 3. ZSK Vorwärts Berlin | 5   | 6   | 1 | 3 | 2 | 10 | 9  | +1 |
| 4. Jednota Trenčín     | 5   | 6   | 2 | 1 | 3 | 7  | 15 | -8 |

De wedstrijd Trencin vs. Vortarts werd ook gerapporteerd als 2-2, maar de officiële uitslag is 2-1.

### Groep C4
| Team                | Ptn | Wed | W | G | V | DV | DT | DS |
| ------------------- | --- | --- | - | - | - | -- | -- | -- |
| 1. Odra Opole       | 8   | 6   | 3 | 2 | 1 | 8  | 3  | +5 |
| 2. SONP Kladno      | 7   | 6   | 3 | 1 | 2 | 7  | 8  | -1 |
| 3. HNK Hajduk Split | 6   | 6   | 3 | 0 | 3 | 7  | 8  | -1 |
| 4. Motor Zwickau    | 3   | 6   | 1 | 1 | 4 | 6  | 9  | -3 |

## Eerste ronde
- De beste twee verliezende teams kwalificeerden zich ook voor de kwartfinales - dat waren Modena (3-4) en Orgryte (1-2).

| Team 1                 | Tot. | Team 2               | 1e wedstr. | 2e wedstr. |
| ---------------------- | ---- | -------------------- | ---------- | ---------- |
| Odra Opole             | 5-2  | IFK Norrköping       | 3-2        | 2-0        |
| SK Rapid Wien          | 0-3  | Standard Luik        | 0-1        | 0-2        |
| FC Bayern München      | 4-7  | FC Rouen             | 2-3        | 2-4        |
| RH Slovnaft Bratislava | 4-3  | Modena FC            | 4-1        | 0-2        |
| Örgryte IS             | 1-2  | ŠK Slovan Bratislava | 0-1        | 1-1        |
| Polonia Bytom          | 3-1  | Sampdoria            | 1-1        | 2-0        |

De wedstrijden tussen Rapid wien en Standard Luik zijn ook gerapporteerd als 2-0 0-1, 2-1 1-0 en 2-0 1-0 met een eerste wedstrijd in Luik, maar officieel was het 0-1 0-2 met een eerste wedstrijd in Wenen.

## Kwartfinales
| Team 1                 | Tot.                      | Team 2               | 1e wedstr. | 2e wedstr. |
| ---------------------- | ------------------------- | -------------------- | ---------- | ---------- |
| Odra Opole             | 2-2 (n.v., daarna loting) | ŠK Slovan Bratislava | 1-1        | 1-1        |
| FC Rouen               | 6-3                       | Standard Luik        | 3-0        | 3-3        |
| Polonia Bytom          | 10-3                      | Örgryte IS           | 3-2        | 7-1        |
| RH Slovnaft Bratislava | 3-1                       | Modena FC            | 2-1        | 1-0        |

De wedstrijd Opole vs. Slovan Bratislava is ook gerapporteerd als 0-0 1-1, maar de officiële uitslagen zijn 1-1 1-1.
De wedstrijd Rouen vs. Standard Luik zijn ook gerapporteerd als 0-0 3-3, maar de officiële uitslagen zijn 3-0 3-3

## Halve finales
| Team 1                 | Tot. | Team 2     | 1e wedstr. | 2e wedstr. |
| ---------------------- | ---- | ---------- | ---------- | ---------- |
| Polonia Bytom          | 2-1  | Odra Opole | 2-1        | 0-0        |
| RH Slovnaft Bratislava | 7-2  | FC Rouen   | 5-0        | 2-2        |

## Finale
De finale vond plaats op 25 mei 1964 in Wenen.
| Team 1                 | Res. | Team 2        |
| ---------------------- | ---- | ------------- |
| RH Slovnaft Bratislava | 1-0  | Polonia Bytom |